# 特雷菲约
特雷菲约（法語：Treffieux，法語發音：[tʁefjø] ⓘ）是法国大西洋卢瓦尔省的一个市镇，位于该省北部，属于沙托布里扬-昂斯尼区。

## 地理
特雷菲约（47°37'11"N, 1°32'15"W）面积19.12 平方千米，位于法国卢瓦尔河地区大区大西洋卢瓦尔省，该省份为法国西北部沿海省份，位于布列塔尼半岛东南部，北起伊勒-维莱讷省，西北接莫尔比昂省，西临大西洋，南至旺代省，东临曼恩-卢瓦尔省。
与特雷菲约接壤的市镇（或旧市镇、城区）包括：阿巴雷、伊塞、让斯、诺宰、圣樊尚德朗德。

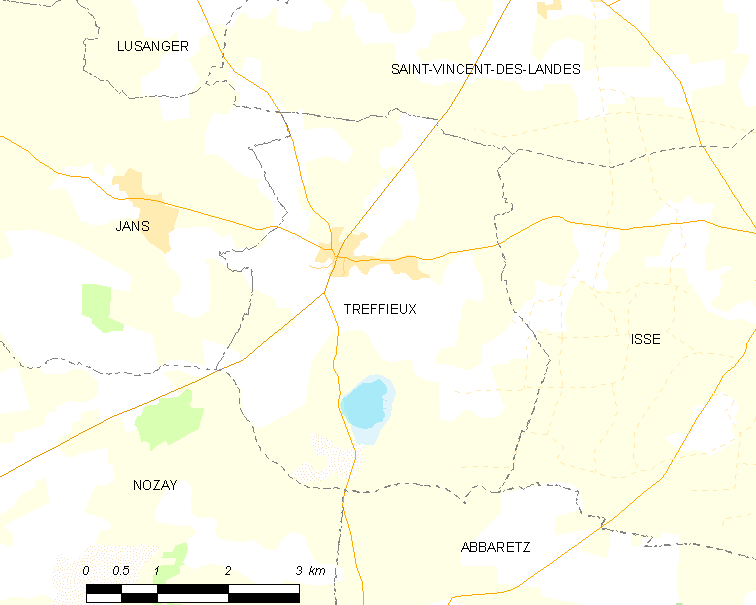
特雷菲约的OSM定位图

特雷菲约的时区为UTC+01:00、UTC+02:00（夏令时）。

## 行政
特雷菲约的邮政编码为44170，INSEE市镇编码为44208。

## 政治
特雷菲约所属的省级选区为盖姆内庞福县。

## 人口

1962-2008年间特雷菲约人口变化图示

特雷菲约于2022年1月1日时的人口数量为976人。